# بنوک (اوهایو)
بنوک، اوهایو (انگلیسی: Bannock, Ohio) یک حوزه سرشماری درشهرستان بلمون، اوهایو در ایالت اوهایو ایالات متحده قرار دارد. به موجب سرشماری ۲۰۱۰ جمعیت آن ۲۱۱ نفر بود. اداره پست آن زیپ‌کد ش ۴۳۹۷۲ است و در کنار شاهراه اتوبان ۳۳۱ قرار دارد که بخشی از ویلینگ، ویرجینیای غربی به‌شمار می‌رود.